# 20世紀の哲学
20世紀の哲学（20th-century philosophy）は、一般的には現代哲学の時代に区分される。デカルトの時代から19世紀末、20世紀初頭までの近代哲学を継承、発展する形で、論理実証主義、分析哲学、現象学、実存主義、ポスト構造主義など、多くの新たな学派が発生した。

20世紀の哲学の特徴として、哲学の専門分化が生じ、英米、ドイツ、フランスなど地域により独自に発展し、伝統的な分析哲学と大陸哲学の間に分断が生じていったことがあげられる。例えば、英米圏では主として言語分析哲学が発展し、ドイツ語圏ではカント的な伝統を踏まえ、フッサールの現象学やハイデッガーの存在論的思索が発展した。フランスではソシュールの言語学やレヴィ=ストロースの文化人類学の知見を吸収し、構造主義が成立した。ほかには、プロセス哲学やネオプラグマティズムなど、分析哲学と大陸哲学の分断を専門用語と理論的根拠の差異であるとみて、両者の橋渡しすることを試みる動きもあった。
フッサールの『論理学研究』(1900年-1901年)と、ラッセルとホワイトヘッドの『プリンキピア・マテマティカ』(1913年)は、20世紀哲学初期を象徴する哲学書である。

## 分析哲学
分析哲学は、現代の記号論理学及び論理的言語分析の採用、自然科学の方法論及び成果を導入して形成された、現代哲学の総称である。分析哲学は20世紀の英語圏において主流となった哲学であり、アメリカ、イギリス、カナダ、スカンディナヴィア諸国、オーストラリア、ニュージーランド等の大学の圧倒的多数の哲学科において、研究、教育されている。

### 認識論
ゲティア(Edmund Gettier）の3ページの論文『正当化された真なる概念は知識か』Is Justified True Belief Knowledge?（1963年）の出版は、アングロアメリカの伝統的な認識論に大きな衝撃を与えた。同書はプラトン以来の伝統的な知識の定式（JTB形式）に対し反証を提示した（ゲティア問題）。ゲティア問題に対しては、非常に大きな反響があり、ゲティア問題に対する回答として、大別して内在主義と外在主義の立場が生じた。後者の分野で活動した哲学者として、アルヴィン・ゴールドマン、フレッド・ドレツキ、デヴィッド・マレット・アームストロング、アルヴィン・プランティンガが挙げられる。

### 論理実証主義
論理実証主義（論理経験主義、科学哲学、新実証主義ともいう）とは、知識にとっては客観的な証拠が不可欠であるとする経験主義の考えと、数学、論理学、言語学的な構成物と認識論の成果を取り入れた合理主義の考えとを融合した哲学である。論理実証主義は、モーリッツ・シュリックが提唱したウィーン学団による哲学運動から始まったが、最終的にはシュリックの暗殺、アンシュルス（ドイツのオーストリア併合）によって1938年、ウィーン学団は解散した。論理実証主義はイギリスに移住したアルフレッド・エイヤー、アメリカに移住したウィーン学団のメンバーによってアングロ・サクソン圏に広まり、今日の分析哲学が生じる契機となった。論理実証主義は、人間のあらゆる知識は敬虔に基づく不確実、不正確、不完全であるという原理について、「知識」「経験」といった語を定義したうえで、この原理を受容する考えである。ルドルフ・カルナップとカール・ポパーは論理実証主義において重要な役割を果たしており、科学と形而上学の境界との間の納得のいく区別を立てることを試みていた点で共通している。

### ネオプラグマティズム
ネオプラグマティズム（言語論的プラグマティズムともいう）は、ポストモダン的なプラグマティズムであり、現代哲学の一つである。『ブラックウェル西洋哲学辞典（Blackwell Dictionary of Western Philosophy）』（2004）は、「ネオプラグマティズム」を次のように定義している。「ジョン・デューイ、マルティン・ハイデッガー、ウィルフリド・セラーズ、ウィラード・ヴァン・オーマン・クワイン、ジャック・デリダの影響を受け、アメリカの哲学者であるリチャード・ローティによって発展したポストモダン的なプラグマティズム。」
ネオプラグマティズムは、普遍的心理の概念、認識論的基礎主義、認識論的客観性の概念を否認し、自然種と言語的実体が実質的な存在論的含意を持つことを否定する唯名論的なアプローチをとる。

### 日常言語学派
日常言語学派は、伝統的な哲学の諸問題を、日常的に使用する単語の意味を哲学者が歪曲し、または忘れることによって増大した勘違いに由来しているのだとする哲学の学派である。
日常言語学派はジョン・Ｌ・オースティン、ギルバート・ライル、H.L.A.ハート、ピーター・ストローソンといった、20世紀半ばのオックスフォード大学の教授陣の著作と一般的に結び付けられているため、「オックスフォード学派」と呼称されることもある。後にルートヴィヒ・ウィトゲンシュタインは、オックスフォードの関係者ではないものの日常言語学派においてもっとも有名な支持者となった。当学派の第二世代に含まれる人物としては、スタンリー・キャベル、ジョン・サールがいる。
ルートヴィヒ・ヴィトゲンシュタイン
ルートヴィヒ・ウィトゲンシュタインは『論理哲学論考』『哲学探究』『確実性の問題』等の著名な著作がある言語哲学者である。これらの著作は意味、言語、認識論に関する概念を探求した。ウィトゲンシュタインは『哲学探究』の中で、彼の最も重要な哲学的貢献の一つである言語ゲーム理論を紹介した。この哲学によれば、言語は、ゲームを手引きしプレイヤーに遊び方を教えるルールがある、あらゆるゲームと類似した機能を果たすとする。しかし、ウィトゲンシュタインにとって、言語のルールは、ゲームに比べはるかに明示的でなく、一般的に命名できないものであると考える。
ソール・クリプキ
ソール・クリプキは、『名指しと必然性』等の著書で知られる言語哲学者である。クリプキ・モデルと呼ばれる可能世界意味論を考案し、「必然性」と固有名の意味に関する議論を行った。1972年に刊行された『名指しと必然性』は、クリプキの可能な世界理論と、実際の世界において識別と命名の観点から必要な事項について、彼の理解を紹介している。クリプキは、ウィトゲンシュタインの『哲学探究』を紹介した、『ウィトゲンシュタインのパラドックス』の著作者でもある。同書は、人々が特定の言語ゲームのルールを解釈する十分な理由について尋ねる、懐疑論者のパラドックスについて詳述した。クリプキは、なぜ「68+57」を作りあげられた関数である「quus」ではなく、関数「＋（プラス）」を必要とする問題として解釈するのかを議論したことで、懐疑論者のパラドックスを特定したことで有名である。クリプキは、新たな事例について別の解釈をすることが可能であるにも関わらず、ある解釈の規則が守られるのは、解釈のための規範が存在するからではなく、共同体の構成員によって共有されている事実に従わざるを得ないからである、と考える。
W.V.O.クワイン
ウィラード・ヴァン・オーマン・クワインは、命名の概念、及び物と名前、名づけられた物との関係性の考察に大きく貢献した。クワインは、命名の曖昧さを説明するために「ガヴァガイ」の例を提示したことで知られる。クワインは、ウサギが現れて、「ガヴァガイ！」と誰かが言ったとしても、ウサギになじみのない別の人にとって最初の人が何と名付けているのかは明確ではなく、ウサギの足や耳などを指さしていると思うかもしれないとして、ある言語から別の言語へと正確に翻訳する明確な命名や方法はないと主張する。
また、クワインは、アイデアの博物館（Museum of Ideas）という概念を提示する。これは各人が命名のプロセスと私たちが世界について究明した真実の関係性に貢献する概念のコレクションに、各人がアクセスできるというものである。クワインの分析と合成という二つの経験主義のドグマは、経験主義の考えを弱めるために、相対主義的に用いられている。

## 大陸哲学
大陸哲学とは、現代の用法では、19世紀と20世紀の大陸ヨーロッパの伝統的な哲学の総称を意味する。この意味での大陸哲学という語は20世紀後半の、分析哲学の流派に属さない英語話者の哲学者を総称するために用いられたことに起源を発する。
大陸哲学は、複数の学派、哲学運動を含む概念であり、これにはドイツ観念論、現象学、実存主義（およびキルケゴール、ニーチェの思想など実存主義の前身）、解釈学、構造主義、ポスト構造主義、フェミニズム、フランクフルト学派の批判理論、西洋マルクス主義の一部、精神分析学が含まれる。

### 実存主義
実存主義とは、一般的に、哲学的思考の起点は個人、または個人の経験に基づいているべきであるとする哲学または文化的運動を意味する。実存主義は、宗教的または倫理的な義務は個人のアイデンティティへの欲求を満たさないと考え、有神論的実存主義、無神論的実存主義いずれの立場からも、主要な宗教運動に抵抗する傾向がある。
時に実存主義の前身とされるソ―レン・キルケゴールは、個人の神についての理解と、その結果生じる人間の状態への影響を主題とするキリスト教徒の哲学者であり、個人の人生は神との愛との関係において意義を得るとした。実存主義者の共通のテーマとして、経験の優位性、不安、不条理、そして本質性がある。ジャン＝ポール・サルトルは、あらゆるヒューマニズムの基盤である人間性の概念を否定し、実存（すなわち、個の反省的な確実性）が本質に先立ち、一つ一つの人間の行為が人間性の概念となり、自己の意識が世界に向かって脱存(ex-istant）するとする。

### 西洋マルクス主義
西洋マルクス主義は、ソビエト連邦のマルクス主義者と対比して、西ヨーロッパまたは中央ヨーロッパに根拠を置くマルクス主義哲学の研究者の著作を総称する20世紀の哲学の用語である（西洋マルクス主義Western Marxismの語はのちにモーリス・メルロー＝ポンティによって造られた）。西洋マルクス主義を創始した著作として、ルカーチ・ジェルジュの『歴史と階級意識』とカール・コルシュの『マルクス主義と哲学』があり、ともに1923年に刊行された。

### 現象学
現象学とは、20世紀初頭、エトムント・フッサールによって提唱された広範にわたる哲学的運動であり、経験の現象を研究する学問である。フッサールの現象学は、主に意識の構造と意識の活動によって現れる現象を体系的に研究することをその主題とする。このような現象論的存在論は、世界を物体とその集合、そして互いに作用し反応する物体として捉えるデカルト的な分析方法とは区別される。

マルティン・ハイデッガー

マルティン・ハイデッガーは『存在と時間』における「物自体」の概念を探求したことで知られる大陸哲学者である。彼は、世界に深く根差しているものについて議論し、形而上学的二元論の主張を否定するために、「定有（独：dasein）」という概念を紹介する。彼は、定有するものが他の定有するものと同時に存在するという観点から、人間性についての特別な実存的主張をするという思想で知られている。

### ポスト構造主義
ポスト構造主義とは、1960年代および70年代において国際的に有名になったフランスの複数の知識人の思想運動の総称である。「ポスト構造主義 Post-structuralism」の名はアメリカの学会によって名付けられた。ミシェル・フーコーなど、主に20世紀半ばの著名なフランスまたは大陸哲学者と理論家によってなされた知的発展を網羅している。

ミシェル・フーコー

ミシェル・フーコーは、『性の歴史』『監獄の誕生』『狂気の歴史』に代表される、科学哲学や歴史哲学を含む多くの分野で業績を残した哲学者である。フーコーの哲学は権力の構造を主題としており、これらの著作はフーコー最大のポスト構造主義哲学への貢献の一つである。フーコーは著書The Subject and Powerにおいて、権力は会話においてよく表れ、人体の部位で起こる構造であり、人間は権力を振るうのではなく、権力を媒介すると説明している。権力は行動の中で生起するものであり、権力の構造から逃れることはできないが、権力が発生しうる特定の方法を拒絶することもできると述べている。フーコーは人々が真理であると信じていることが、実は歴史的な根拠から作りあげられた絶対的なものでないということを示すことによって、人々が自己を放棄せず、自己の欲望が実現される世界へと自己と社会を少しずつ変革する可能性、真理の概念を解体することによって、真理をゲームとみなし、真理の複数性を肯定する可能性を提示する。

### 構造主義
構造主義とは、文化の要素がより大きく包括的なシステム、または「構造」との関係から理解されなければならないことを強調する理論的枠組みである。哲学者のサイモン・ブラックバーンは、構造主義について「現象同士の関係は構造を形成し、表面的な現象の局所的な変化には抽象的な文化の一定の法則があるとして、人間の生活の現象は、現象間の相互関係を通じてでしか理解できないという信念」と要約している。